# 고경두
고경두(1971년 10월 26일~)는 2000년 하계 올림픽에 출전한 대한민국의 전 유도 선수이다.